# جسر المثنى (بغداد)
جِسْر المُثنّى أو جسر المثنى بن حارثة الشيباني هو أقصى جسر في شمال بغداد، فوق نهر دجلة، يربط منطقة صدر القناة في شرق دجلة بمنطقة شاطئ التاجيات في غرب دجلة، افتتح الجسر في 15 آب عام 1979م. 
مسافة نهر دجلة بين جسر المثنى وجسر باب المعظم 15 كيلومتراً وثمانمئة متر.
| اسم الجسر                    | طوله متراً | عرضه متراً | المصمم        | المنفذ  | الحمولة طنّاً | سنة الإنجاز | نوع البناء |
| ---------------------------- | --------- | --------- | ------------- | ------- | ----------- | ----------- | ---------- |
| جسر المثنى بن حارثة الشيباني | 314.5     | 20        | باسفورد بافري | أوهياشي | 100         | 1979        | كوكنريتي   |

## تدمير الجسر
حين غزا جيش أمريكا العراق ودخلوا بغداد، دمّر الحرس الجمهوري رافداً من روافد جسر المثنى يوم 7 نيسان سنة 2003 لوقف زحف الغزاة.